# Dodecaborato

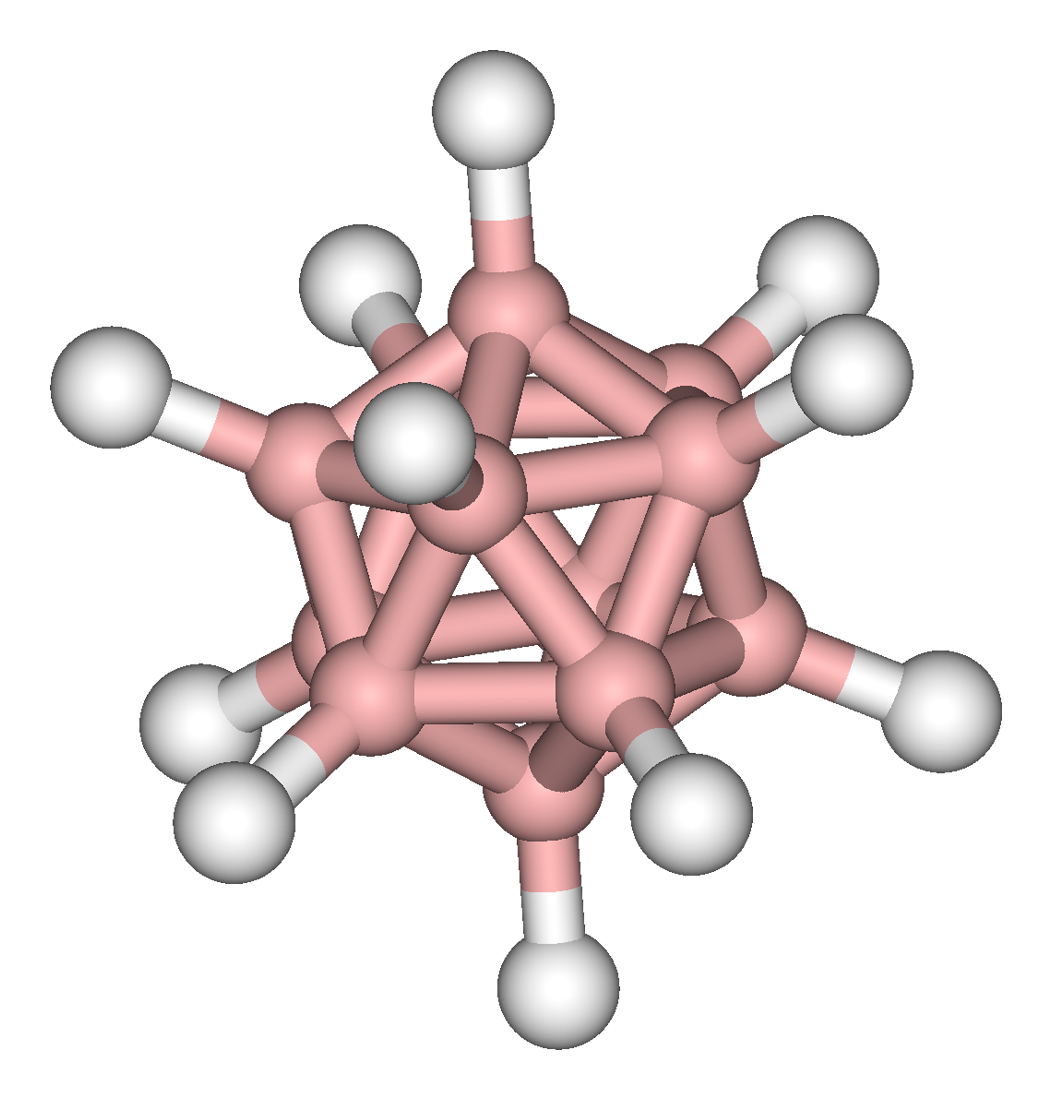
Modello dello ione dodecaborato

Dodecaborato è il nome comune dell'anione di formula [B12H12]2-, denominato dodecaidrododecaborato(2-) nella nomenclatura IUPAC. La sua struttura consiste in un icosaedro regolare di atomi di boro, con un atomo di idrogeno connesso a ciascun atomo di boro. La simmetria della specie è Ih.

## Sintesi
L'esistenza della specie [B12H12]2− fu predetta da Christopher Longuet-Higgins e M. de V. Roberts nel 1955. Cinque anni dopo fu sintetizzato per la prima volta da Anthony Pitochelli e Frederick Hawthorne, facendo reagire 2-iododecaborano con trietilammina in soluzione di benzene a 80 ºC. La resa di questa reazione è molto bassa. Un metodo più conveniente parte dal boroidruro di sodio, che viene dapprima convertito ad anione triborato con trifluoruro di boro:
5 NaBH4 + BF3 → 2 NaB3H8 + 3 NaF + 2 H2
La successiva pirolisi controllata del triborato fornisce il sale di sodio del dodecaborato. Sono stati pubblicati anche numerosi metodi di preparazione differenti.

## Proprietà
Si conoscono un gran numero di sali contenenti l'anione [B12H12]2− con svariati cationi metallici (metalli alcalini, metalli alcalino terrosi, metalli di transizione, lantanoidi), e con molti cationi amminici e organici. L'anione [B12H12]2− è scarsamente coordinante e tranne poche eccezioni nella formazione di complessi funge da anione della sfera esterna.
[B12H12]2− è un anione molto stabile e resiste in soluzioni di idrossido di sodio o di acido cloridrico 3 M fino a 95 ºC. Il sale Cs2[B12H12] può essere scaldato a 810 ºC senza decomporsi. La specie [B12H12]2− è attiva elettrochimicamente e si ossida formando [B24H23]3−. La stabilità dell'anione dodecaborato è stata attribuita al carattere aromatico tridimensionale dei legami nella gabbia B12.
L'aromaticità dell'anione [B12H12]2− fa sì che la sua reattività sia dominata da reazioni di sostituzione elettrofila aromatica. La sostituzione di uno o più atomi di idrogeno permette di ottenere un gran numero di derivati nei quali lo scheletro B12 rimane intatto, e il boro forma legami con alogeni, carbonio, azoto, fosforo, arsenico, ossigeno, zolfo, e altri elementi. Possono essere sostituiti anche tutti gli idrogeni. Ad esempio la idrossilazione con perossido di idrogeno arriva a sali di [B12(OH)12]2−.

## Applicazioni
Derivati del [B12H12]2− sono stati studiati per l'estrazione liquido-liquido dei radionuclidi 152Eu3+ e 241Am3+ da soluzioni di rifiuti radioattivi, e come drug carrier di cisplatino (un farmaco antitumorale).
Il sale Na2[10B12H11SH] è importante in applicazioni antitumorali tramite la terapia denominata BNCT (boron neutron capture therapy = terapia per cattura neutronica del boro). Anziché il più comune 11B, questo composto contiene l'isotopo 10B, uno dei nuclidi con la più alta sezione d'urto per l'assorbimento di neutroni. Il composto viene iniettato nel tessuto tumorale e quindi irradiato con neutroni termici. Questi non interagiscono con i tessuti normali, ma vengono assorbiti dal 10B provocando la reazione nucleare:
105B + 10n → 42He + 73Li + γ
Le particelle liberate vanno a danneggiare il tessuto immediatamente circostante e quindi viene colpito solo il tessuto tumorale.